# Llista de topònims de l'Albagés
Llista de topònims (noms propis de lloc) del municipi de L'Albagés, a les Garrigues
Informació actualitzada per un bot. Els canvis manuals es perdran quan s'actualitzi!

## cabana
| imatge | Nom                             | Ubicat a  | instància de | Detalls | coordenades                                                          | Protecció | Commons (més fotos) | Dades a WD                    |
| ------ | ------------------------------- | --------- | ------------ | ------- | -------------------------------------------------------------------- | --------- | ------------------- | ----------------------------- |
|        | Eral de la Botera               | l'Albagés | cabana       |         | 41° 27′ 02″ N, 0° 44′ 13″ E / 41.4506196541507°N,0.736949981388665°E |           |                     | Modifica les dades a Wikidata |
|        | Eral de la Carretera de Juncosa | l'Albagés | cabana       |         | 41° 26′ 43″ N, 0° 44′ 34″ E / 41.4452064370381°N,0.742895811551871°E |           |                     | Modifica les dades a Wikidata |
|        | cabana de Columbo Donés         | l'Albagés | cabana       |         | 41° 25′ 45″ N, 0° 45′ 06″ E / 41.4291185658676°N,0.751531239340058°E |           |                     | Modifica les dades a Wikidata |
|        | cabana de l'Agnès               | l'Albagés | cabana       |         | 41° 27′ 36″ N, 0° 44′ 44″ E / 41.4600858587717°N,0.745672252431759°E |           |                     | Modifica les dades a Wikidata |
|        | cabana del Barranc              | l'Albagés | cabana       |         | 41° 27′ 55″ N, 0° 44′ 30″ E / 41.4652563739302°N,0.741577637723661°E |           |                     | Modifica les dades a Wikidata |
|        | cabana del Presetari            | l'Albagés | cabana       |         | 41° 27′ 53″ N, 0° 44′ 03″ E / 41.4647961015772°N,0.734205818124811°E |           |                     | Modifica les dades a Wikidata |
|        | era de Sales                    | l'Albagés | cabana       |         | 41° 27′ 16″ N, 0° 44′ 22″ E / 41.4545167562639°N,0.739556016837909°E |           |                     | Modifica les dades a Wikidata |
|        | era del Cabaler                 | l'Albagés | cabana       |         | 41° 25′ 36″ N, 0° 44′ 34″ E / 41.4265759238709°N,0.742655936559707°E |           |                     | Modifica les dades a Wikidata |
|        | era del Català                  | l'Albagés | cabana       |         | 41° 26′ 47″ N, 0° 44′ 20″ E / 41.4462636519347°N,0.738944855929916°E |           |                     | Modifica les dades a Wikidata |
|        | era del Genaro                  | l'Albagés | cabana       |         | 41° 26′ 46″ N, 0° 44′ 14″ E / 41.4461104058091°N,0.737106752613161°E |           |                     | Modifica les dades a Wikidata |
|        | era del Maurici                 | l'Albagés | cabana       |         | 41° 26′ 44″ N, 0° 44′ 29″ E / 41.4455437478411°N,0.741268139038325°E |           |                     | Modifica les dades a Wikidata |
|        | era del Mosca                   | l'Albagés | cabana       |         | 41° 26′ 25″ N, 0° 44′ 45″ E / 41.4401926272166°N,0.745798612341695°E |           |                     | Modifica les dades a Wikidata |
|        | era del Xeco                    | l'Albagés | cabana       |         | 41° 26′ 50″ N, 0° 44′ 26″ E / 41.4472411559983°N,0.740562832329513°E |           |                     | Modifica les dades a Wikidata |
|        | pleta del Cinto                 | l'Albagés | cabana       |         | 41° 26′ 30″ N, 0° 45′ 13″ E / 41.441554834887°N,0.753735087629629°E  |           |                     | Modifica les dades a Wikidata |

## casa
| imatge | Nom           | Ubicat a  | instància de | Detalls                     | coordenades                                                           | Protecció                                  | Commons (més fotos) | Dades a WD                    |
| ------ | ------------- | --------- | ------------ | --------------------------- | --------------------------------------------------------------------- | ------------------------------------------ | ------------------- | ----------------------------- |
|        | Cal Freixetes | l'Albagés | casa         | Estil: arquitectura popular | 41° 26′ 57″ N, 0° 44′ 19″ E / 41.44924°N,0.73854°E ca:Carrer Major, 6 | bé integrant del patrimoni cultural català |                     | Modifica les dades a Wikidata |
|        | Cal Xesco     | l'Albagés | casa         | Estil: arquitectura popular | 41° 26′ 57″ N, 0° 44′ 21″ E / 41.44909°N,0.73923°E                    | bé integrant del patrimoni cultural català |                     | Modifica les dades a Wikidata |

## granja
| imatge | Nom                   | Ubicat a  | instància de | Detalls | coordenades                                                          | Protecció | Commons (més fotos) | Dades a WD                    |
| ------ | --------------------- | --------- | ------------ | ------- | -------------------------------------------------------------------- | --------- | ------------------- | ----------------------------- |
|        | Granges de la Miquela | l'Albagés | granja       |         | 41° 27′ 02″ N, 0° 44′ 30″ E / 41.4505060194929°N,0.741706463560874°E |           |                     | Modifica les dades a Wikidata |
|        | Granges del Pescater  | l'Albagés | granja       |         | 41° 26′ 53″ N, 0° 44′ 40″ E / 41.4479364112212°N,0.744321421535564°E |           |                     | Modifica les dades a Wikidata |
|        | Granja de la Miquela  | l'Albagés | granja       |         | 41° 26′ 58″ N, 0° 44′ 03″ E / 41.4494304639687°N,0.734190136254356°E |           |                     | Modifica les dades a Wikidata |
|        | Granja del Català     | l'Albagés | granja       |         | 41° 26′ 50″ N, 0° 44′ 20″ E / 41.4471890578029°N,0.738828918124406°E |           |                     | Modifica les dades a Wikidata |
|        | Granja del Cintet     | l'Albagés | granja       |         | 41° 26′ 58″ N, 0° 44′ 46″ E / 41.449351262327°N,0.746199705255214°E  |           |                     | Modifica les dades a Wikidata |
|        | Granja del Garcia     | l'Albagés | granja       |         | 41° 27′ 12″ N, 0° 44′ 04″ E / 41.4532352645442°N,0.734392877485386°E |           |                     | Modifica les dades a Wikidata |
|        | Granja del Maurici    | l'Albagés | granja       |         | 41° 26′ 48″ N, 0° 44′ 35″ E / 41.4465896239837°N,0.743159081560565°E |           |                     | Modifica les dades a Wikidata |
|        | Granja del Paquito    | l'Albagés | granja       |         | 41° 27′ 04″ N, 0° 44′ 39″ E / 41.451219964912°N,0.744123825356395°E  |           |                     | Modifica les dades a Wikidata |
|        | Granja del Pere       | l'Albagés | granja       |         | 41° 27′ 02″ N, 0° 45′ 08″ E / 41.4506208930331°N,0.752165254033277°E |           |                     | Modifica les dades a Wikidata |
|        | Granja del Santiago   | l'Albagés | granja       |         | 41° 27′ 17″ N, 0° 43′ 33″ E / 41.4546061795963°N,0.725821188143525°E |           |                     | Modifica les dades a Wikidata |

## jaciment arqueològic
| imatge | Nom                                      | Ubicat a  | instància de              | Detalls | coordenades                                          | Protecció                                  | Commons (més fotos) | Dades a WD                    |
| ------ | ---------------------------------------- | --------- | ------------------------- | ------- | ---------------------------------------------------- | ------------------------------------------ | ------------------- | ----------------------------- |
|        | Aubacs                                   | l'Albagés | jaciment arqueològic      |         | 41° 26′ 58″ N, 0° 46′ 19″ E / 41.449442°N,0.771824°E | bé integrant del patrimoni cultural català |                     | Modifica les dades a Wikidata |
|        | Balma de les Paretetes                   | l'Albagés | jaciment arqueològic cova |         | 41° 27′ 38″ N, 0° 43′ 46″ E / 41.460516°N,0.729401°E | bé integrant del patrimoni cultural català |                     | Modifica les dades a Wikidata |
|        | Plana del Perduet                        | l'Albagés | jaciment arqueològic      |         | 41° 26′ 45″ N, 0° 47′ 39″ E / 41.445954°N,0.79413°E  | bé integrant del patrimoni cultural català |                     | Modifica les dades a Wikidata |
|        | Planes del Sero                          | l'Albagés | jaciment arqueològic      |         | 41° 26′ 47″ N, 0° 47′ 08″ E / 41.44627°N,0.785545°E  | bé integrant del patrimoni cultural català |                     | Modifica les dades a Wikidata |
|        | Planes del Sero II                       | l'Albagés | jaciment arqueològic      |         | 41° 26′ 55″ N, 0° 46′ 52″ E / 41.448633°N,0.781036°E | bé integrant del patrimoni cultural català |                     | Modifica les dades a Wikidata |
|        | jaciment arqueològic de Los Fontanets II | l'Albagés | jaciment arqueològic      |         | 41° 26′ 53″ N, 0° 46′ 35″ E / 41.448123°N,0.776319°E | bé integrant del patrimoni cultural català |                     | Modifica les dades a Wikidata |
|        | les Paretetes                            | l'Albagés | jaciment arqueològic      |         | 41° 27′ 44″ N, 0° 43′ 17″ E / 41.462148°N,0.72125°E  | bé integrant del patrimoni cultural català |                     | Modifica les dades a Wikidata |

## masia
| imatge | Nom                         | Ubicat a  | instància de | Detalls | coordenades                                                          | Protecció | Commons (més fotos) | Dades a WD                    |
| ------ | --------------------------- | --------- | ------------ | ------- | -------------------------------------------------------------------- | --------- | ------------------- | ----------------------------- |
|        | Mas de l'Agustinet          | l'Albagés | masia        |         | 41° 27′ 06″ N, 0° 46′ 46″ E / 41.4517008601515°N,0.779470536515757°E |           |                     | Modifica les dades a Wikidata |
|        | Mas de l'Alfonso de l'Agnès | l'Albagés | masia        |         | 41° 26′ 26″ N, 0° 45′ 51″ E / 41.4405070263768°N,0.764208458588609°E |           |                     | Modifica les dades a Wikidata |
|        | Mas de l'Aniceto            | l'Albagés | masia        |         | 41° 25′ 31″ N, 0° 45′ 44″ E / 41.425400334032°N,0.76222048729827°E   |           |                     | Modifica les dades a Wikidata |
|        | Mas de l'Hanníbal           | l'Albagés | masia        |         | 41° 27′ 01″ N, 0° 45′ 45″ E / 41.4503068965473°N,0.762387440369903°E |           |                     | Modifica les dades a Wikidata |
|        | Mas de la Soledad           | l'Albagés | masia        |         | 41° 25′ 52″ N, 0° 43′ 37″ E / 41.4312291914471°N,0.726948808308854°E |           |                     | Modifica les dades a Wikidata |
|        | Mas del Camperol            | l'Albagés | masia        |         | 41° 27′ 16″ N, 0° 44′ 43″ E / 41.4545049096392°N,0.745374747753835°E |           |                     | Modifica les dades a Wikidata |
|        | Mas del Cassero             | l'Albagés | masia        |         | 41° 27′ 30″ N, 0° 45′ 41″ E / 41.4584403666826°N,0.761485187575271°E |           |                     | Modifica les dades a Wikidata |
|        | Mas del Cintet              | l'Albagés | masia        |         | 41° 26′ 50″ N, 0° 46′ 31″ E / 41.447343185405°N,0.775357672770076°E  |           |                     | Modifica les dades a Wikidata |
|        | Mas del Fèlix               | l'Albagés | masia        |         | 41° 27′ 59″ N, 0° 43′ 51″ E / 41.4663522303221°N,0.730906655398451°E |           |                     | Modifica les dades a Wikidata |
|        | Mas del Josep Maria Quadrat | l'Albagés | masia        |         | 41° 27′ 02″ N, 0° 46′ 43″ E / 41.4505572797935°N,0.778551859072262°E |           |                     | Modifica les dades a Wikidata |
|        | Mas del Laureano            | l'Albagés | masia        |         | 41° 27′ 50″ N, 0° 46′ 42″ E / 41.4637558278269°N,0.778280837203625°E |           |                     | Modifica les dades a Wikidata |
|        | Mas del Mano                | l'Albagés | masia        |         | 41° 26′ 04″ N, 0° 47′ 00″ E / 41.4345546125861°N,0.783334568173357°E |           |                     | Modifica les dades a Wikidata |
|        | Mas del Metge Seró          | l'Albagés | masia        |         | 41° 27′ 18″ N, 0° 46′ 57″ E / 41.4549379282096°N,0.782460825616848°E |           |                     | Modifica les dades a Wikidata |
|        | Mas del Perdiuet            | l'Albagés | masia        |         | 41° 26′ 54″ N, 0° 47′ 41″ E / 41.4483802642166°N,0.794595162081299°E |           |                     | Modifica les dades a Wikidata |
|        | Mas del Poarro              | l'Albagés | masia        |         | 41° 25′ 17″ N, 0° 45′ 19″ E / 41.421439°N,0.755268°E                 |           |                     | Modifica les dades a Wikidata |
|        | Mas del Prudèncio           | l'Albagés | masia        |         | 41° 27′ 12″ N, 0° 46′ 37″ E / 41.4533172196277°N,0.77688936545111°E  |           |                     | Modifica les dades a Wikidata |
|        | Mas del Racó de l'Hostal    | l'Albagés | masia        |         | 41° 27′ 26″ N, 0° 47′ 34″ E / 41.4571001527815°N,0.792791135580314°E |           |                     | Modifica les dades a Wikidata |
|        | Mas del Rosset              | l'Albagés | masia        |         | 41° 25′ 40″ N, 0° 44′ 23″ E / 41.427761153305°N,0.739718866865002°E  |           |                     | Modifica les dades a Wikidata |
|        | Mas del Sastre              | l'Albagés | masia        |         | 41° 25′ 56″ N, 0° 44′ 47″ E / 41.432297154911°N,0.74642556960336°E   |           |                     | Modifica les dades a Wikidata |
|        | Xalet de Polinàrio          | l'Albagés | masia        |         | 41° 27′ 24″ N, 0° 43′ 20″ E / 41.4566507008091°N,0.7221820116668°E   |           |                     | Modifica les dades a Wikidata |
|        | Xalet dels Quatre Vents     | l'Albagés | masia        |         | 41° 25′ 19″ N, 0° 45′ 47″ E / 41.4218589492786°N,0.763065599952045°E |           |                     | Modifica les dades a Wikidata |

## muntanya
| imatge | Nom                      | Ubicat a                               | instància de | Detalls | coordenades                                                         | Protecció | Commons (més fotos) | Dades a WD                    |
| ------ | ------------------------ | -------------------------------------- | ------------ | ------- | ------------------------------------------------------------------- | --------- | ------------------- | ----------------------------- |
|        | Lo Tossal                | l'Albagés                              | muntanya     |         | 41° 26′ 53″ N, 0° 45′ 14″ E / 41.44816667°N,0.75380556°E 398.4 msnm |           |                     | Modifica les dades a Wikidata |
|        | Punta Alta               | l'Albagés                              | muntanya     |         | 41° 27′ 29″ N, 0° 46′ 38″ E / 41.45819444°N,0.77722222°E 431.4 msnm |           |                     | Modifica les dades a Wikidata |
|        | Punta del Coll de Falenç | el Soleràs l'Albagés Juncosa els Torms | muntanya     |         | 41° 25′ 05″ N, 0° 43′ 25″ E / 41.41801889°N,0.72363056°E 496.9 msnm |           |                     | Modifica les dades a Wikidata |
|        | Serra Fosca              | Castelldans l'Albagés                  | muntanya     |         | 41° 28′ 13″ N, 0° 43′ 31″ E / 41.4703°N,0.725361°E 422.8 msnm       |           |                     | Modifica les dades a Wikidata |
|        | Tossals Bessons          | Castelldans l'Albagés                  | muntanya     |         | 41° 28′ 06″ N, 0° 44′ 13″ E / 41.4683°N,0.737028°E 429.4 msnm       |           |                     | Modifica les dades a Wikidata |

## serra
| imatge | Nom                      | Ubicat a                      | instància de | Detalls | coordenades                                                         | Protecció | Commons (més fotos) | Dades a WD                    |
| ------ | ------------------------ | ----------------------------- | ------------ | ------- | ------------------------------------------------------------------- | --------- | ------------------- | ----------------------------- |
|        | Serrall de la Punta Alta | l'Albagés                     | serra        |         | 41° 27′ 19″ N, 0° 47′ 19″ E / 41.45536111°N,0.78866667°E 462.1 msnm |           |                     | Modifica les dades a Wikidata |
|        | serra de les Arcades     | l'Albagés el Cogul el Soleràs | serra        |         | 41° 26′ 30″ N, 0° 43′ 18″ E / 41.441614°N,0.721778°E 410.7 msnm     |           |                     | Modifica les dades a Wikidata |
|        | serra dels Fontanets     | l'Albagés Juncosa             | serra        |         | 41° 26′ 40″ N, 0° 45′ 56″ E / 41.44444722°N,0.76569167°E 451.3 msnm |           |                     | Modifica les dades a Wikidata |

## Misc
| imatge | Nom                             | Ubicat a                         | instància de                                     | Detalls                                        | coordenades | Protecció                                            | Commons (més fotos)             | Dades a WD                    |
| ------ | ------------------------------- | -------------------------------- | ------------------------------------------------ | ---------------------------------------------- | --- | ---------------------------------------------------- | ------------------------------- | ----------------------------- |
|        | Castell de l'Albagés            | l'Albagés                        | castell                                          | Estil: arquitectura gòtica 16th century        | 41° 26′ 58″ N, 0° 44′ 17″ E / 41.4494°N,0.737925°E ca:Carrer Major, 16, l'Albagés 381 msnm                                                    | bé d'interès cultural bé cultural d'interès nacional | Castell de l'Albagés            | Modifica les dades a Wikidata |
|        | Cooperativa del Camp            | l'Albagés                        | edifici                                          | Estil: noucentisme                             | 41° 26′ 53″ N, 0° 44′ 24″ E / 41.44804°N,0.73989°E ca:Plaça de Catalunya, 1                                                                   | bé integrant del patrimoni cultural català           |                                 | Modifica les dades a Wikidata |
|        | Embassament de l'Albagés        | l'Albagés                        | embassament                                      | Superfície: 391ha Volum: 79.8hm³ Conca: 160km² | 41° 26′ 48″ N, 0° 47′ 06″ E / 41.446783°N,0.785052°E 381 msnm                                                                                 |                                                      | Embassament de l'Albagés        | Modifica les dades a Wikidata |
|        | Molí del Roig                   | l'Albagés                        | molí d'aigua                                     |                                                | 41° 27′ 15″ N, 0° 44′ 15″ E / 41.4542429768075°N,0.737542292646162°E                                                                          |                                                      |                                 | Modifica les dades a Wikidata |
|        | Necròpolis del Salatar          | l'Albagés                        | necròpolis                                       |                                                | 41° 27′ 40″ N, 0° 43′ 05″ E / 41.4612064159505°N,0.718011543908338°E                                                                          |                                                      |                                 | Modifica les dades a Wikidata |
|        | Sant Joan Baptista de l'Albagés | l'Albagés                        | església                                         | Estil: arquitectura barroca                    | 41° 26′ 57″ N, 0° 44′ 19″ E / 41.44917°N,0.73872°E                                                                                            | bé cultural d'interès local                          | Sant Joan Baptista de l'Albagés | Modifica les dades a Wikidata |
|        | canal Segarra-Garrigues         | Noguera Segarra Urgell Garrigues | canal                                            | Desemboca: riu de Set                          | 41° 56′ 09″ N, 1° 12′ 19″ E / 41.935923055555556°N,1.205238888888889°E 41° 27′ 06″ N, 0° 45′ 30″ E / 41.45165194444444°N,0.7583730555555556°E |                                                      | Canal Segarra-Garrigues         | Modifica les dades a Wikidata |
|        | casa consistorial de l'Albagés  | l'Albagés                        | casa consistorial                                |                                                | 41° 26′ 56″ N, 0° 44′ 21″ E / 41.4489298°N,0.7391196°E                                                                                        |                                                      |                                 | Modifica les dades a Wikidata |
|        | cova del Marc                   | l'Albagés                        | cova                                             |                                                | 41° 26′ 14″ N, 0° 47′ 22″ E / 41.4371957190136°N,0.789528236615245°E                                                                          |                                                      |                                 | Modifica les dades a Wikidata |
|        | l'Albagés                       | l'Albagés                        | entitat singular de població capital municipal   | 343 hab                                        | 41° 26′ 49″ N, 0° 44′ 27″ E / 41.44699105°N,0.74084478°E 380 msnm                                                                             |                                                      |                                 | Modifica les dades a Wikidata |
|        | lo Pont                         | l'Albagés                        | pont                                             |                                                | 41° 20′ 58″ N, 0° 38′ 44″ E / 41.3493521609148°N,0.645607206337988°E                                                                          |                                                      |                                 | Modifica les dades a Wikidata |
|        | presa de l'Albagés              | l'Albagés                        | presa de terres Ús: regadiu control de crescudes | Llarg: 750m Alt: 85m Volum: 5000m³             | 41° 27′ 02″ N, 0° 45′ 30″ E / 41.450444444444°N,0.75838888888889°E 387 301.5 msnm                                                             |                                                      |                                 | Modifica les dades a Wikidata |
|        | riu de Set                      | Garrigues Segrià                 | curs d'aigua                                     | Desemboca: Segre Llarg: 45km                   | 41° 21′ 12″ N, 0° 57′ 01″ E / 41.353224°N,0.950175°E 41° 33′ 52″ N, 0° 33′ 19″ E / 41.564403°N,0.555266°E                                     |                                                      | Riu de Set                      | Modifica les dades a Wikidata |